# Нуну Тріштау
Нуну Тріштау Футебул Клубе ді Була або просто Нуну Тріштау (порт. Nuno Tristão Futebol Clube da Bula) — професіональний футбольний клуб з Гвінеї-Бісау, який базується в місті Була.

## Хронологія назв
- 1948 : заснований під назвою Футбольний клуб «Нуну Тріштау»
- 1974 : змінив назву на Футбольний клуб «Була»
- 2007 : повернувся до назви Футбольний клуб «Нуну Тріштау»

## Історія
Він був заснований в 1948 році в місті Була, але в 1974 році вони змінили свою назву на ФК Була, і під цією назвою вони виграли Національний Кубок Гвінеї-Бісау в сезоні 1979 року, через конфлікт між урядом та федерацією футболу чемпіонат було скасовано.
В 2007 році вони повернули колишню назву, виграли чемпіонат в сезоні 2014 року, та стала другою командою, яка не представляла місто Бісау, переможцем національного чемпіонату.
На міжнародному рівні вони взяли участь в континентальному турнірі, Кубку володарів кубків КАФ в 1980 році, в якому вони програли в першому ж раунді клубу «Каса Спорт» із Сенегалу.

## Досягнення
- Національний чемпіонат Гвінеї-Бісау: 1 перемога
  -  Чемпіон (1): 2014

- Кубок Гвінеї-Бісау: 1 перемога
  -  Володар (1): 1978

- Суперкубок Гвінеї-Бісау: 1 перемога
  -  Володар (1): 2014

## Виступи на континентальних турнірах під егідою КАФ
| Сезон | Турнір                     | Раунд | Клуб       | Вдома | На виїзді | Загальний |
| ----- | -------------------------- | ----- | ---------- | ----- | --------- | --------- |
| 1980  | Кубок володарів кубків КАФ | 1     | Каса Спорт | 0-1   | 1-5       | 1-6       |